# Lillinghof
Lillinghof ist ein Gemeindeteil des Marktes Schnaittach im Landkreis Nürnberger Land (Mittelfranken, Bayern). Lillinghof liegt in der Gemarkung Freiröttenbach.

## Lage
Oberhalb des an einem Hang gelegenen ländlich geprägten Weilers befindet sich der Flugplatz Lauf-Lillinghof. Eine Gemeindeverbindungsstraße führt nach Freiröttenbach (1 km südlich) bzw. nach Oberrüsselbach (1,7 km nordwestlich). Ein Wirtschaftsweg führt zur Schäferhütte (0,9 km westlich).

## Geschichte
Lillinghof hieß ursprünglich Leinlach (= Leintuch), wahrscheinlich nach einem Flurstück, das die Form eines Tuches hatte. Die Endung –hof wurde erst später angehängt. Später machte man in Anlehnung an den unweit entfernten alten Ort Lilling einen Lillinghof daraus.
Mit dem Gemeindeedikt (frühes 19. Jahrhundert) wurde der Lillinghof dem Steuerdistrikt Kirchröttenbach und der Ruralgemeinde Freiröttenbach zugewiesen. Im Zuge der Gebietsreform in Bayern wurde Lillinghof am 1. Juli 1971 nach Schnaittach eingemeindet.